# Naomi Judd
Diana Ellen Judd, nota come Naomi Judd (Ashland, 11 gennaio 1946 – Nashville, 30 aprile 2022), è stata una cantante statunitense.

## Biografia
Madre dell'attrice Ashley Judd, dal 1983 al 2011 fece parte del duo musicale country The Judds con l'altra figlia, Wynonna Judd, con singoli di successo come Change of Heart e Love Can Build a Bridge.
Negli ultimi anni fu soggetta a depressioni, attacchi di panico e tendenze suicide, che tentò di contrastare con una terapia al litio, andando però incontro a vari effetti avversi come edema, alopecia e tremori.
Il suo corpo fu trovato nella sua casa di Nashville. Il rapporto dell'autopsia ha confermato la versione data dai famigliari, suicidio con arma da fuoco.